# Kriegerdenkmal (Kühbach)

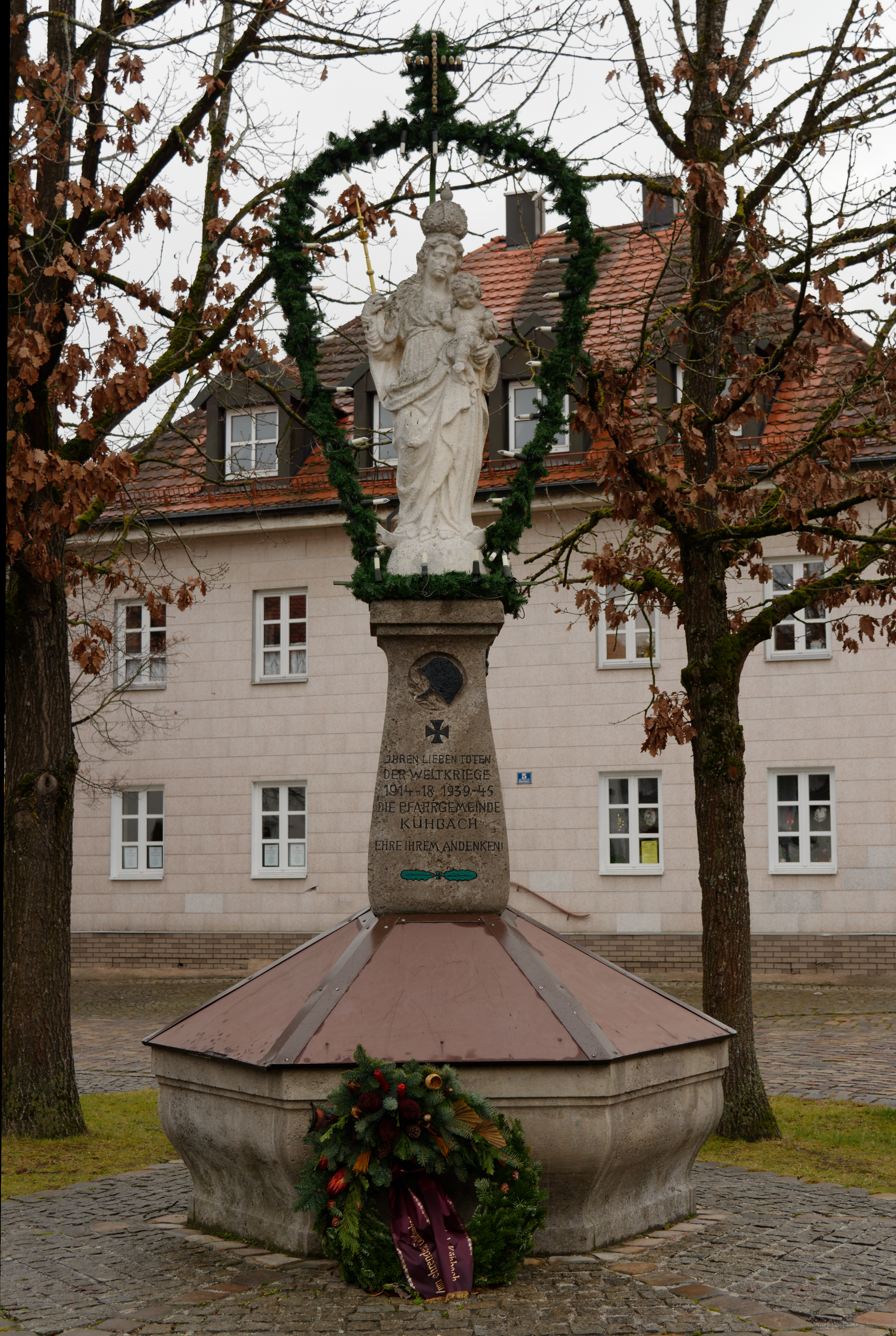
Kriegerdenkmal in Kühbach (mit Abdeckung im Winter)

Das Kriegerdenkmal in Kühbach, einer Marktgemeinde im schwäbischen Landkreis Aichach-Friedberg, wurde 1923 errichtet. Das Kriegerdenkmal auf dem Marktplatz ist ein geschütztes Baudenkmal.
Das brunnenförmige Kriegerdenkmal, mit bekrönter Marienfigur und Jesuskind, für die Gefallenen des Ersten und nach 1945 Zweiten Weltkriegs wurde von dem Kühbacher Oberlehrer Otto Brand entworfen. Der Brunnen mit wasserspeienden Löwenköpfen hat in der Mitte einen Pfeiler mit einer großen Figur, der Patrona Bavariae.
Im Jahr 1953 wurde das Kriegerdenkmal restauriert und 1988 um einige Meter versetzt.